# Emanuel Geibel
 (septembre 2021).
Emanuel Geibel ou Franz Emanuel August Geibel, né le 17 octobre 1815 à Lübeck et mort dans la même ville le 6 avril 1884, est un poète allemand du romantisme et du classicisme.

## Biographie

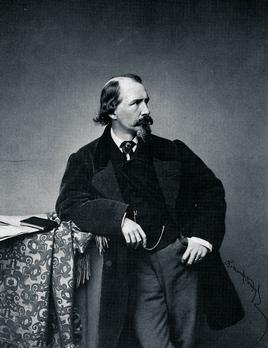
Emanuel Geibel vers 1860.

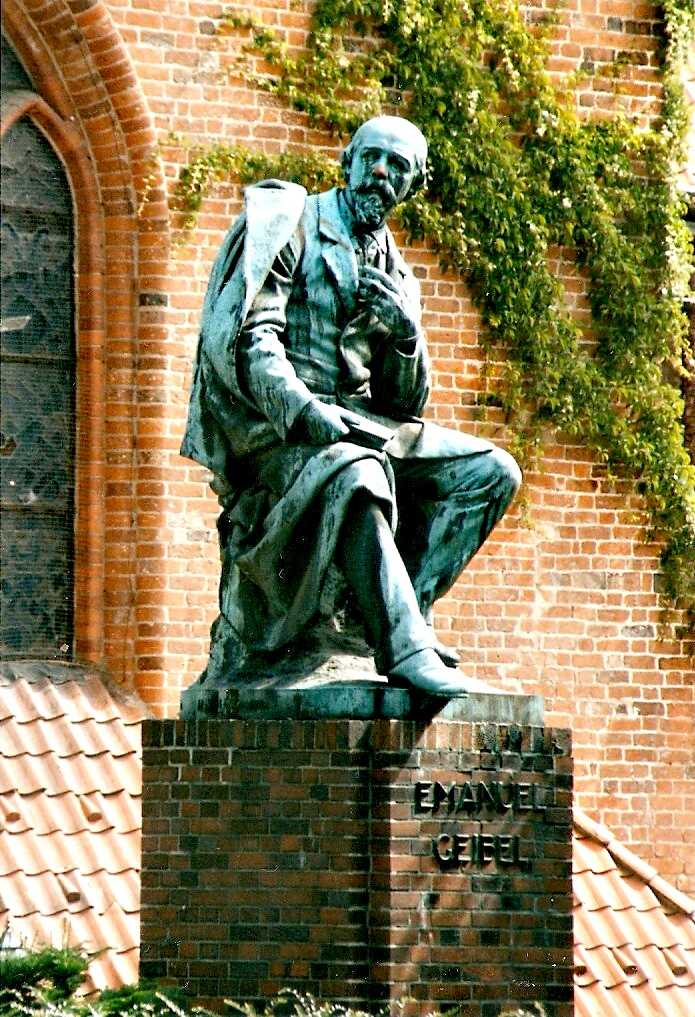
Statue du poète Geibel à Lübeck.

Emanuel Geibel est le fils d'un pasteur réformé calviniste, Johannes Geibel, et d'une commerçante Elisabeth Louise Ganslandt. Il fait ses études secondaires au lycée Sainte-Catherine de Lübeck. En 1835, il poursuit une formation en théologie puis en philologie classique à Bonn, puis les continue à Berlin où il devient ami avec le poète et botaniste Adelbert von Chamisso, la comtesse Bettina von Arnim et le romancier Joseph von Eichendorff.
En 1838, l'archéologue et historien Ernst Curtius lui obtient une place de tuteur auprès de l'ambassadeur de Russie en poste à Athènes. Il resta quelques années en Grèce où il se prend de passion pour la poésie. Il revient en Allemagne en 1841 et s'installe dans la petite ville de Zierenberg située dans la Hesse-Cassel. Il compose des poèmes notamment à la gloire des patriotiques prussiens qui eurent un accueil chaleureux auprès du roi Frédéric-Guillaume IV de Prusse. Ce dernier lui alloue une rente viagère de 300 Thalers. Il revient s'installer par la suite à Lübeck où il rédige sa poésie sur le thème de la forêt.
En 1851, il tombe amoureux d'Amanda (Ada) Trummer (née le 15 août 1834 à Lübeck), qu'il épouse en 1852. La même année, il est nommé professeur honoraire de littérature allemande et de poésie, par un de ses admirateurs, Maximilien II de Bavière. Emanuel Geibel s'installe alors en Bavière dans la ville de Munich où il enseigne jusqu'en 1868. En 1853, ils ont une fille, Marie-Caroline (1853-1906) qui épousera Ferdinand Emil Fehling (maire de Lübeck). Deux ans plus tard, en 1855, son épouse, Amanda meurt et est enterrée au cimetière Alter Südfriedhof de Munich.
En 1864, après la mort de Maximilien II, Emanuel Geibel est attaqué en raison de son tempérament amical envers la Prusse. En 1868, il perd sa rente viagère.
Emanuel Geibel était membre du cercle des poètes munichois Die Krokodile et de la Table ronde. Il y fit entrer d'autres poètes tel que Felix Dahn.
Revenu à Lübeck vers la fin de sa vie, il y meurt le 6 avril 1884. Il fut nommé citoyen d'honneur de sa ville natale de Lübeck.
Une partie de ses poèmes patriotiques à la gloire de la Prusse a été récupérée par la propagande national-socialiste sous le pouvoir hitlérien. L'expression « l'esprit allemand doit prévaloir dans le monde » (Und es mag am deutschen Wesen/Einmal noch die Welt genesen) est tiré de sa poésie patriotique.
Thomas Mann aurait immortalisé Emanuel Geibel dans son ouvrage Les Buddenbrook sous les traits du personnage de Jean-Jacques Hoffstede, le « poète de la ville » de la maison Buddenbrook. Toutefois, cette affirmation ne fait pas l'unanimité et elle a été critiquée.
Ses œuvres comprennent en outre deux tragédies, Brunhild (1857), et Sophonisbe (1868), ainsi que des traductions en allemand de la poésie espagnole, française, grecque et latine. Il est un des représentants de la poésie lyrique de la période 1848-1870. Il demeure par ses poésies sentimentales un poète du romantisme et par sa forme un poète du classicisme.

## Œuvres
- Gedichte (1840)
- Zeitstimmen (1841)
- An Georg Herwegh (1842)
- König Roderich (1844)
- Zwölf Sonette für Schleswig-Holstein (1846)
- Juniuslieder (1848)
- Spanisches Liederbuch (1852)
- Meister Andrea (1855)
- Neue Gedichte (1856)
- Brunhild (1857)
- Fünf Bücher französischer Lyrik (1862)
- Gedichte und Gedenkblätter (1864)
- Sophonisbe (1868)
- Heroldsrufe (1871)
- Spätherbstblätter (1877)
- Morgenwanderung (1878)